# Spionicola
Spionicola is een geslacht van eenoogkreeftjes uit de familie van de Clausiidae. 
De wetenschappelijke naam van het geslacht is voor het eerst geldig gepubliceerd in 2009 door Björnberg & Radashevsky.

## Soorten
- Spionicola mystaceus Björnberg & Radashevsky, 2009